# Michelle Rogers
Michelle Rogers (ur. 21 czerwca 1976) – brytyjska judoczka. Dwukrotna olimpijka. Zajęła dziewiąte miejsce w Atlancie 1996 i Pekinie 2008. Startowała w kategorii 72–78 kg. Piąta na mistrzostwach świata w 1997 i siódma w 2001. Czterokrotna medalistka mistrzostw Europy, srebro w 1997. Triumfatorka igrzysk Wspólnoty Narodów w 2002, gdzie reprezentowała Anglię.
- Turniej w Atlancie 1996 – 72 kg

Przegrała z Johanną Hagn z Niemiec i Sun Fuming z Chin.
- Turniej w Pekinie 2008 – 78 kg

Przegrała z Heide Wollert z Niemiec i Jeong Gyeong-mi z Korei Południowej.